# Dee Dee Ramone

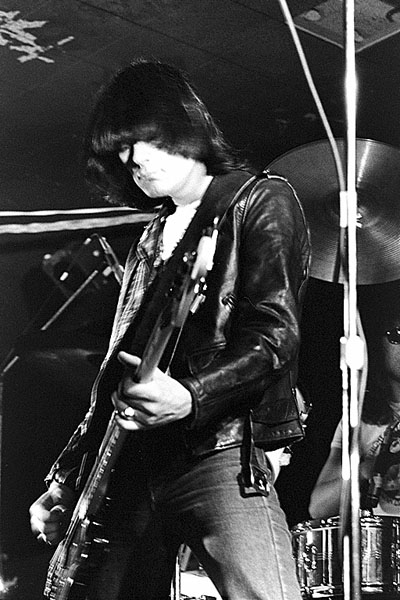
Dee Dee Ramone mit E-Bass bei einem Konzert der Ramones, 1977. Der Bassist trägt die typische Ramones-„Bühnenuniform“: „Topf-Haarschnitt“ (bowl haircut), schwarze Motorrad-Lederjacke und Blue Jeans

Dee Dee Ramone (eigentlich Douglas Glen Colvin; * 18. September 1951 – nach eigenen Angaben und anderen Quellen 1952 – in Fort Lee, Virginia; † 5. Juni 2002 in Hollywood, Kalifornien) war ein deutschamerikanischer Musiker, Songwriter, Buchautor und Maler. Einem größeren Publikum ist er seit 1974 durch seine Rolle als Gründungsmitglied, E-Bassist und Komponist sowie als Chor- und gelegentlicher Sänger der New Yorker Punk-Band Ramones bekanntgeworden. 
Dem Ausscheiden aus der Band im Jahr 1989 folgte eine Solokarriere als Musiker sowie die Ausweitung seiner künstlerischen Tätigkeit auf Schriftstellerei und Malerei, die er bis zu seinem Tod durch eine Überdosis Heroin im Jahr 2002 ausübte.

## Leben und Werk

### Kindheit und frühe Jugend in Deutschland
Dee Dee Ramone wurde als Douglas Glen Colvin in Fort Lee im US-Bundesstaat Virginia als einziger Sohn seiner Eltern geboren. In seiner Autobiografie berichtet er kurz von einer jüngeren Schwester namens Beverly. Seine Mutter war eine 1931 in Berlin geborene Deutsche, sein Vater ein 1911 geborener US-Amerikaner, der als Angehöriger der US-Streitkräfte („GI“) während des Zweiten Weltkriegs als Besatzungssoldat nach Deutschland gekommen war. 1951 zog das frisch verheiratete Paar von Berlin aus in die Vereinigten Staaten. Da sein Vater als Master Sergeant der U.S. Army nach der Geburt seines Sohnes an regelmäßig wechselnden Orten in Deutschland stationiert wurde, wuchs Douglas Colvin in München, Bad Tölz, Pirmasens und Berlin auf. Als Kind streifte er regelmäßig durch Ruinen und über Trümmergrundstücke; eine seiner Leidenschaften war das Sammeln von dort verstreuten militärischen Ausrüstungsstücken aus dem Zweiten Weltkrieg. Von dieser Phase inspiriert sind mehrere von Colvin für die Ramones geschriebene Lieder, darunter Today Your Love, Tomorrow the World, sowie It’s a Long Way Back [to Germany] und Born to Die in Berlin.
Seine erste Gitarre kaufte Colvin im Alter von dreizehn Jahren in Berlin. Da er mit dem Instrument nicht gut zurechtkam, entwickelte er bereits nach kurzer Zeit den Wunsch, stattdessen E-Bass zu spielen. Nach eigener Aussage wählte Colvin schon in diesem Alter für sich das Pseudonym Dee Dee Ramone. Die Anregung zum Vornamen hatte er durch die Lektüre über einen US-Wrestler bekommen; den Nachnamen Ramone übernahm er, als er von den Künstlernamen erfuhr, die sich die jungen Mitglieder der britischen Rockband The Beatles vor ihrem kommerziellen Durchbruch gegeben hatten – so war der Beatles-Bassist Paul McCartney in der Phase der Silver Beetles eine Zeitlang unter dem Pseudonym Paul Ramon aufgetreten.
Ebenfalls während seiner Jugendzeit in Berlin kam Dee Dee Ramone erstmals in Kontakt mit illegalen Rauschdrogen, die für viele Jahre sein Leben und sein künstlerisches Werk beeinflussten. Zu seinen ersten Drogenerfahrungen zählte das Injizieren von Morphium, das er regelmäßig in Ampullen abgefüllt am Berliner Bahnhof Zoo erstand.

### Karriere mit den Ramones
Als Dee Dee Ramone 15 Jahre alt war, trennten sich seine Eltern und er zog mit seiner Mutter nach New York City, in den Stadtteil Forest Hills im Bezirk Queens. Dort machte er weitere Drogenerfahrungen, unter anderem mit LSD und Heroin, das er in Manhattan kaufte und, um seine zunehmende Drogenabhängigkeit zu finanzieren, in Queens zu höheren Preisen teilweise weiterverkaufte. An der Forest Hills High School sowie in seiner Nachbarschaft lernte Dee Dee Ramone nach und nach die anderen späteren Bandmitglieder der Ramones kennen – Jeffrey Hyman (später bekannt als Joey Ramone, Gesang), John Cummings (später Johnny Ramone, Gitarre) und Tamás Erdélyi (später Tommy Ramone, Schlagzeug). Mit diesen verband ihn die Vorliebe für die Musik von Protopunk-Rockbands wie die New York Dolls, The Dictators, MC5 und The Stooges. Als er Anfang 1974, angeregt von Erdélyi, gemeinsam mit Cummings und Hyman die Band Ramones gründete, hatte Dee Dee Ramone zunächst die Rolle des Leadsängers und Rhythmus-Gitarristen übernommen. Der erste Bassist der neugegründeten Band war Ritchie Stern, ein weiterer junger Nachbar aus Forest Hills, der jedoch bereits nach wenigen Proben die Gruppe wieder verließ. Wenig später stellte sich heraus, dass Dee Dee Schwierigkeiten beim gleichzeitigen Singen und Gitarrespielen hatte und dass er bereits nach zwei Stücken eine heisere Stimme bekam. Daher wechselte er zu Hintergrundgesang und E-Bass, und Hyman vom Schlagzeug zum Leadgesang. Das Trio wurde um den auch als Berater der Band fungierenden Erdélyi als Schlagzeuger zum Quartett erweitert.
Als Bassist der Ramones war Dee Dee Ramone für einen Großteil der Kompositionen der Band verantwortlich. Eines seiner frühesten Werke ist das auf dem Debütalbum der Ramones 1976 veröffentlichte Stück 53rd & 3rd, das von einem männlichen Prostituierten („Stricher“) berichtet, der in Midtown Manhattan auf dem Straßenstrich an der Ecke 53. Straße und Third Avenue auf Freier wartet. Als er schließlich einen Kunden findet, ermordet der Protagonist des Lieds diesen mit einem Rasiermesser, um zu beweisen, nicht homosexuell zu sein. In Band-Biografien berichten mehrere Zeitgenossen, darunter der Autor Victor Bockris, sowie der jüngere Bruder Joey Ramones, Mickey Leigh, und Ramones-Manager Danny Fields übereinstimmend darüber, Dee Dee Ramone an dieser Straßenecke gesehen zu haben, auf Freier wartend. Eine weitere seiner frühen Kompositionen ist das Lied Now I Wanna Sniff Some Glue, das von der Inhalation der Lösungsmitteldämpfe von Klebstoff („Kleberschnüffeln“) handelt. Sein Band-Kollege Johnny Ramone beschrieb ihn als unermüdlichen Songwriter, der auch in persönlichen Krisen noch dazu in der Lage war, kontinuierlich Liedtexte zu schreiben. Ramones-Co-Autor und Studiogitarrist Daniel Rey bestätigt, dass Dee Dee Ramone meist dazu fähig war, aus dem Stegreif und in kürzester Zeit mehrere Songs zu komponieren.

### Solokarriere
Im Jahr 1989 trennte er sich von den Ramones, da er sein Leben ändern und sich als Rapper „Dee Dee King“ versuchen wollte. Doch eine Karriere als Rapper blieb ihm versagt. Nach kurzer Zeit widmete er sich wieder dem Punkrock, veröffentlichte mehrere Soloalben mit verschiedenen Begleitmusikern wie I.C.L.C. und den Chinese Dragons und tourte bis zu seinem Tod um den Globus. Er schrieb zudem weiterhin Songs für die Ramones. Nachdem er einige Bücher, unter anderem die Autobiographie Lobotomy – Surviving the Ramones und die Novelle The Chelsea Horror Hotel geschrieben hatte, widmete er sich der Malerei. Seine Werke umfassen Arbeiten in Acryl auf Leinwand sowie Gemeinschaftsarbeiten mit Paul Kostabi.

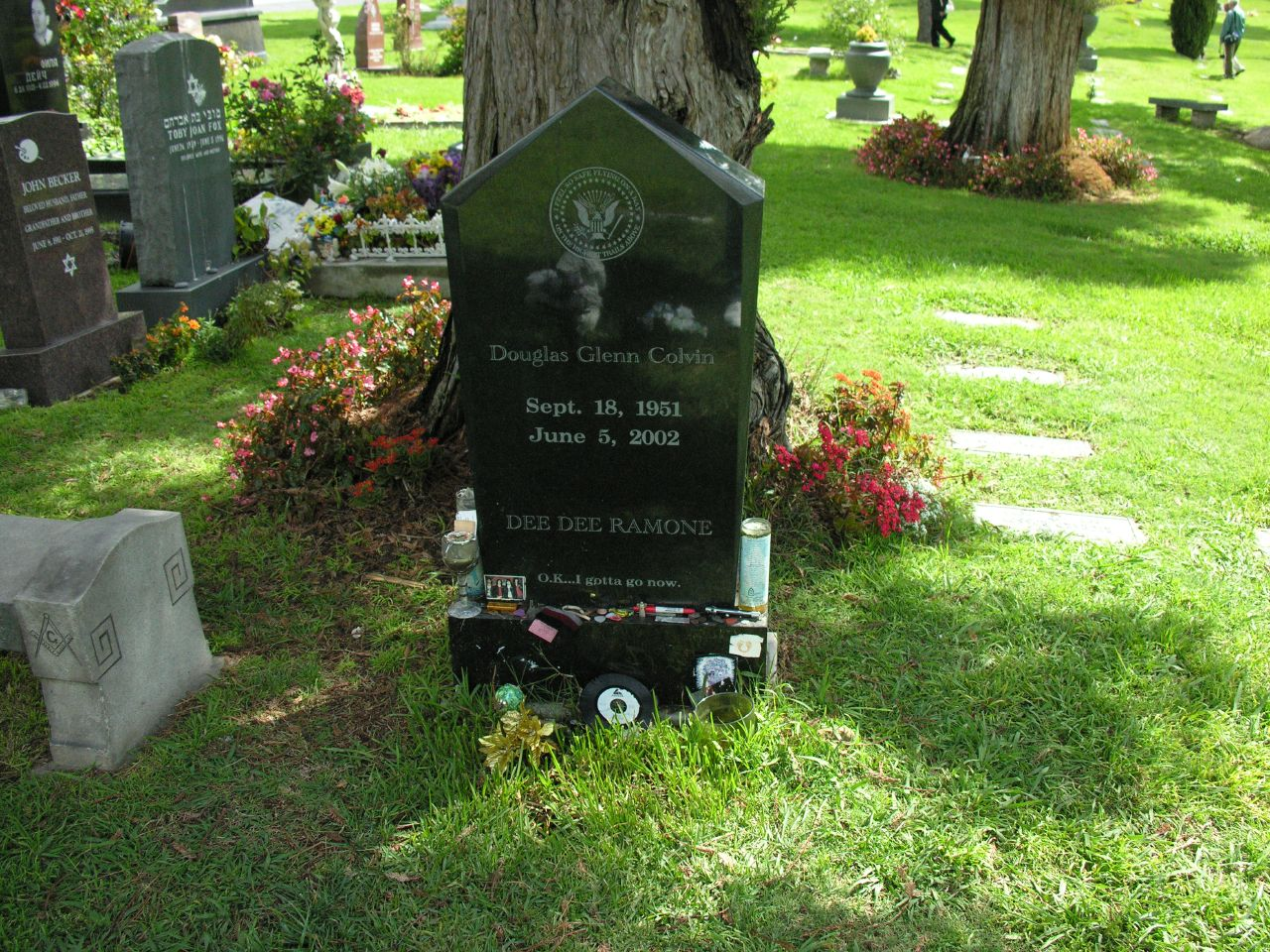
Grabstein von Dee Dee Ramone auf dem Hollywood Forever Cemetery

Dee Dee Ramone starb am 5. Juni 2002 im Alter von 50 Jahren an einer Überdosis Heroin. Sein Grab befindet sich auf dem Hollywood Forever Cemetery in Hollywood. I Gotta Right to Love Her und Horror Hospital waren die letzten Songs, die Dee Dee Ramone vor seinem Tod für Wanker Records aufnahm. Das Frontcover wurde zur selben Zeit zusammen mit seiner Frau Barbara Zampini und Paul Kostabi entworfen. Im Inneren der Cover-Tasche haben sich Fans aus der ganzen Welt „in memory of Dee Dee Ramone“ eingetragen. Kurz vor seinem Tod hatte Dee Dee Ramone mit Freunden aus Augsburg eine Ausstellung seiner Gemälde geplant, die dort im März 2003 mit dem Namen „Rampe3“ realisiert wurde. Seine künstlerischen Werke wurden nach seinem Tod noch mehrfach in Deutschland und zuletzt im Juni 2005 in Paris ausgestellt.

## Musikalischer Einfluss
Dee Dee Ramone gilt nicht nur als einer der einflussreichsten Bassisten des Punkrocks (er war ein Vorbild unter anderem von Sid Vicious, Bassist der britischen Punkband Sex Pistols), er war außerdem mit dem Ramones-Sänger Joey Ramone Haupt-Songwriter der Ramones. Sein Ausruf „one-chew-free-faw“ (one-two-three-four), der bei Live-Auftritten der Ramones sowie auf einigen von deren Studioaufnahmen die Songs einzählte, war ein Markenzeichen der Band. Johnny Ramone attestierte ihm, „den Standard gesetzt zu haben, zu dem alle Punk-Rock-Bassisten aufblicken.“

## Werke

### Musikveröffentlichungen mit den Ramones
→ Diskografie der Ramones
- Vom 1976 erschienenen Debütalbum der Band mit dem Titel Ramones bis zu deren 1989 veröffentlichten Studioalbum Brain Drain ist Dee Dee Ramone auf allen Plattenveröffentlichungen der Ramones als Bassist, Songwriter und Sänger vertreten. Auch nach seinem Ausscheiden aus der Gruppe steuerte er bis zu deren Auflösung im Jahr 1996 zu nahezu jedem Album der Band eigene Kompositionen bei (einzige Ausnahme ist das 1993 erschienene Ramones-Album Acid Eaters, das ausschließlich Coverversionen von Musikstücken anderer Künstler enthält).

### Musikveröffentlichungen unter eigenem Namen
- 1989: Standing in the Spotlight (als Dee Dee King. Warner Bros. Records)
- 1994: Chinese Bitch (als Dee Dee Ramone I.C.L.C. Extended-Play-CD; Rough Trade)
- 1994: I Hate Freaks Like You (als Dee Dee Ramone I.C.L.C.; Rough Trade)
- 1997: Zonked (Other Peoples Music)
- 2000: Hop Around (mit Chris Spedding und anderen)
- 2000: Greatest & Latest (überwiegend Ramones-Songs; Conspiracy Music/Robison Records)
- 2002: Do the Bikini Dance (Wanker Records)
- 2002: I Got the Right (Split-EP mit Terrorgruppe; Wanker Records)
- 2003: Too Tough to Die Live in NYC (Artmonkey Records/Wanker Records)
- 2008: Dee Dee Blues (Soloaufnahmen – E-Gitarre und Gesang – aus den frühen 1990er-Jahren. Extinkt/MVD Entertainment)
- 2015: Final Sessions (Cleopatra Records)

### Musikveröffentlichungen mit anderen Interpreten
- 2002: The Ramainz – Live in N.Y.C. (Ramones-Tribute-Band mit Marky Ramone und Barbara Zampini)
- 2002: Youth Gone Mad – Youth Gone Mad featuring Dee Dee Ramone (Trend is Dead! Records/Wanker Records)

### Buchveröffentlichungen
- Lobotomy – Surviving the Ramones. (Autobiografie, englisch) by Dee Dee Ramone with Veronica Kofman. Thunder’s Mouth Press, New York 2000, ISBN 1-56025-252-9.
- Chelsea Horror Hotel – a Novel. (englisch). Thunder’s Mouth Press, New York 2001, ISBN 1-56025-304-5.
- Legend of a Rock Star – a Memoir. (Memoiren, gemischt mit fiktiven Elementen; englisch). Thunder’s Mouth Press, New York 2002, ISBN 1-56025-389-4.
- Chelsea Horror Hotel. Deutsche Übersetzung von Matthias Penzel. Milena Verlag, Wien 2012, ISBN 978-3-85286-224-8.

### Gemälde-Ausstellungen (Auswahl)
- 2005: Art XS 2005 Paris – Galerie des Ateliers d’Artistes de Belleville, Paris
- 2006: General Ramones Underground Art & Musik Fest – Rampe4, Augsburg
- 2010: Dee Dee Ramone A Birthday Memorial Art Show – La Luz de Jesus Gallery, Los Angeles[19]

## Ehrungen, Auszeichnungen
- Im Jahr 2002 wurde Dee Dee Ramone gemeinsam mit anderen Mitgliedern der Ramones in die Rock and Roll Hall of Fame aufgenommen.
- Für sein Lebenswerk erhielt er im Jahr 2011 – ebenfalls gemeinsam mit anderen Mitgliedern der Ramones – posthum einen besonderen Grammy, den Lifetime Achievement Award der National Academy of Recording Arts and Sciences.